# میخال اشوتس
میخال اشوتس (چکی: Michal Švec؛ زادهٔ ۱۹ مارس ۱۹۸۷) بازیکن فوتبال اهل جمهوری چک است.
از باشگاه‌هایی که در آن بازی کرده‌است می‌توان به باشگاه فوتبال اسلاویا پراگ، باشگاه فوتبال دیوری ای‌تی‌او، و باشگاه فوتبال هیرنفین اشاره کرد.
وی همچنین در تیم‌های ملی فوتبال زیر ۲۱ سال جمهوری چک و جمهوری چک بازی کرده‌است.